# Agápē
Agápē é a segunda mixtape da cantora de pop/R&B norte-americana JoJo. Tendo lançado sua primeira mixtape, Can't Take That Away From Me, em 2010 e após o novo adiamento do seu terceiro álbum de estúdio, a cantora decidiu disponibilizar gratuitamente mais uma mixtape. Foi lançada em seu 22º aniversário em 20 de dezembro de 2012, através de seu Soundcloud oficial, com um número limitado de downloads, com JoJo afirmando que "há um limite no download porque queremos que você baixe o mixtape inteiro assim que for lançado". Ela gravou a música com um grupo de amigos conhecidos como The Backpackkids, que se juntaram para criar o que eles chamam de "música sem gênero".
O primeiro single da mixtape, "We Get By", foi liberado em 15 de novembro de 2012, Já o segundo single foi liberado quinze dias depois do primeiro em 30 de dezembro de 2012 e se chama "Andre".

## Gravação e Composição
Agápē foi escrito e gravado durante seis dias enquanto um DVD da Velvet Rope Tour da cantora Janet Jackson tocava em uma televisão no estúdio, para inspiração da equipe. "Andre" e "Can't Handle the Truth" já haviam sido gravadas antes da produção do mixtape. 
Devido os problemas contínuos com sua gravadora, que relutou em lançar novas músicas, JoJo começou a gravar material novo para ser usado especificamente para uma nova mixtape. já que ela "não queria mais deixar os fãs esperando por novas músicas", as gravações começaram em janeiro de 2012.
Na primeira faixa "Back2thebeginningagain" JoJo fala sobre suas lutas constantes na gravadora, e como ela finalmente se sente bem em gravar o tipo de música que ela sempre quis. A segunda faixa "We Get By", que também é o single da mixtape, tem versos escritos pela própria JoJo, que se expressa otimista, apesar dos obstáculos que ela enfrenta. A sexta faixa da mixtape é um cover de "Free Man in Paris", de Joni Mitchell, que, em homenagem a Mitchell, foi renomeado para "White Girl in Paris". A sétima faixa da mixtape e segundo single da mixtape "Andre" é uma homenagem ao André 3000, vocalista do Outkast. A faixa final, "Can't Handle the Truth", foi escrita por JoJo enquanto a produção foi feita por Boi-1da. Originalmente, a música foi gravada para fazer parte de seu terceiro álbum, mas foi usada na mixtape.

## Divulgação
JoJo cantou as músicas "Andre" e "We Get By" pela primeira vez no "The Roxy" em Los Angeles. Durante a semana de lançamento da mixtape, JoJo fez um acústico de quatro músicas para o site "ThatGrapeJuice.com", onde os fãs puderam escolher quais músicas eles gostariam de escutar. Realizou um mini-concerto e transmitiu ao vivo pelo site Stageit.com, onde os fãs puderam comprar ingressos e assistir toda a sua performance online. Ela fez várias apresentações ao vivo, incluindo um concerto beneficente intitulado "Love is Heroic", onde ela cantou a versão completa de "Thinking Out Loud". Ela também cantou a música durante uma entrevista para YoungHollywood.com.
Ainda para divulgar a mixtape, JoJo embarcou em uma turnê nacional que atingiu a Costa Leste e outras cidades dos Estados Unidos, além do Canadá. Em 28 de agosto de 2013, JoJo anunciou as cinco primeiras datas da turnê intitulada "The Agápē Tour" através de sua página oficial no Twitter com a convidada especial Leah Labelle como o ato de abertura.

## Faixas
| N.º | Título                            | Compositor(es)                                    | Produtor(es)                                  | Duração |  |
| 1.  | "Back2thebeginningagain"          | JoJo & Jahi Sundance/State of Emergency           | Jahi Sundance/State of Emergency & Thundercat | 01:28   |  |
| 2.  | "We Get By"                       | JoJo, Austin Brown, Tommy Parker & Scott Bruzenak | Scott Bruzenak, Austin Brown & Tommy Parker   | 04:00   |  |
| 3.  | "Interlude Un"                    | Joanna "JoJo" Levesque                            |                                               | 00:14   |  |
| 4.  | "Take The Canyon"                 | JoJo, Austin Brown & Scott Bruzenak               | Austin Brown & Scott Bruzenak                 | 04:12   |  |
| 5.  | "Billions"                        | JoJo, Austin, Scott, Kelly Parker & Pavel Gitnik  | Scott Bruzenak                                | 03:57   |  |
| 6.  | "Interlude Deux: Joel's Jam"      | Joanna "JoJo" Levesque                            | Scott Bruzenak                                | 00:29   |  |
| 7.  | "Thinking Out Loud"               | JoJo, Austin Brown & Scott Bruzenak               |                                               | 01:06   |  |
| 8.  | "Interlude Trois: Love This Sh*t" | Joni Mitchell                                     | Scott Bruzenak                                | 0:23    |  |
| 9.  | "White Girls in Paris"            | Joni Mitchell                                     | Scott Bruzenak                                | 02:58   |  |
| 10. | "LTS Reprise"                     | Joanna "JoJo" Levesque                            | Steve Franks                                  | 0:24    |  |
| 11. | "Andre"                           | Joanna "JoJo" Levesque                            | Steve Franks                                  | 03:58   |  |
| 12. | "St. Patrick's Day Interlude"     | JoJo & Elijah Blake                               | Boi1da                                        | 0:58    |  |
| 13. | "Can't Handle The Truth"          | JoJo & Elijah Blake                               | Boi1da                                        | 03:24   |  |